# 格魯舍韋 (托馬基夫卡區)
47°44′11″N 34°53′14″E / 47.73639°N 34.88722°E
格魯舍韋（烏克蘭語：Грушеве），是烏克蘭中部的村莊，隸屬第聶伯羅彼得羅夫斯克州的尼科波爾區。該村距離米羅柳比夫卡和薩多韋1.5公里，海拔高度106米，2001年人口86。